# Oreocharis wentsaii
Oreocharis wentsaii är en tvåhjärtbladig växtart som först beskrevs av Z. Yu Li, och fick sitt nu gällande namn av Mich. Möller och A. Weber. Oreocharis wentsaii ingår i släktet Oreocharis och familjen Gesneriaceae. Inga underarter finns listade i Catalogue of Life.